# François Bonivard

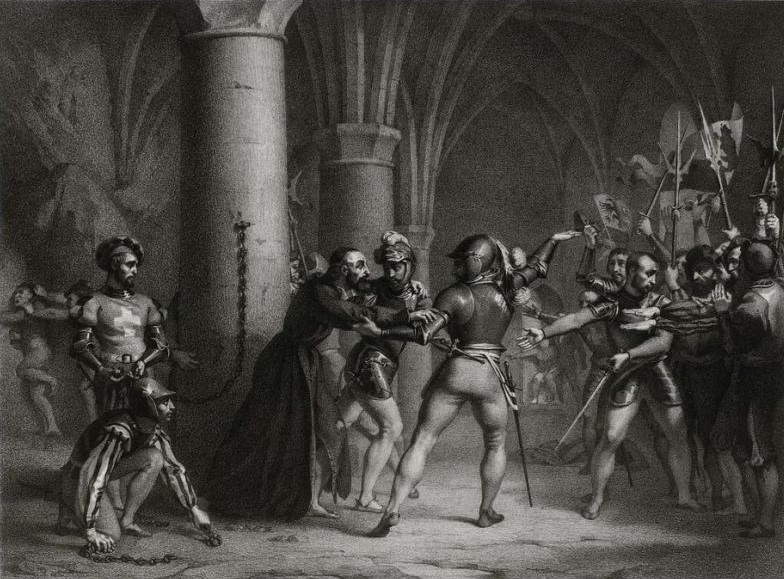
La délivrance de Bonivard, cuadro de Franck-Edouard Lossier (1898).

François Bonivard o Bonnivard (Seyssel, 1496 - † 1570 o 1571) fue un patriota e historiador suizo cuyo encarcelamiento en el castillo de Chillon fue fuente de inspiración para el poema de Lord Byron El prisionero de Chillon (1816).

## Biografía
François era hijo de Louis Bonnivard, seigneur de Lunes, y nació en Seyssel en una familia de Saboya. Se educó en Turín desde 1510 con su tío Jean Aimé de Bonnivard, prior de Saint-Víctor, en Ginebra. El joven Bonivard lo sucedió y se opuso al duque de Saboya Carlos III, que intentaba apoderarse de Ginebra. El duque decidió capturar a Bonivard y encerrarlo en Grolée desde 1519 hasta 1521. El cautiverio no fue suficiente para disuadir a Bonivard, que continuó su lucha política.
Jean-Jacques Rousseau, en su novela La Nouvelle Héloïse, evoca a François Bonivard, «amigo de la libertad, a pesar de ser de Saboya».

### Prisionero en el castillo de Chillon

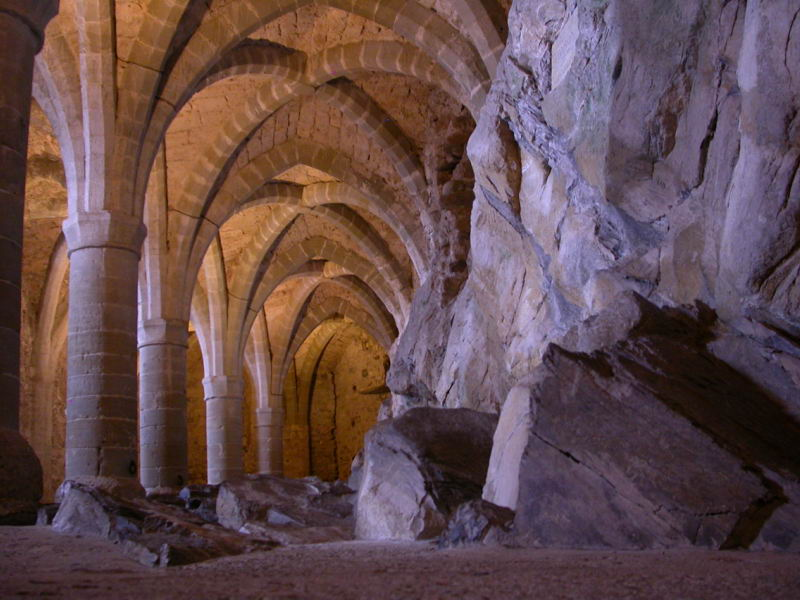
Sótanos del castillo de Chillon.

En 1530 fue secuestrado por unos bandidos en las montañas del Jura. Los bandidos lo entregaron al duque de Saboya, que lo mandó a los sótanos del castillo de Chillon. Con él fueron encerrados sus dos hermanos. El primero, demasiado acostumbrado al aire puro de la montaña, fue destruido por el aire viciado del sótano. El segundo, joven e inocente, se apagó también, lentamente.
Bonivard resistió y permaneció allí hasta finales de marzo de 1536, fecha en que las tropas bernesas y ginebrinas decidieron sitiar el castillo.
El duque de Saboya, entonces a cargo de Chillon, había ordenado «torturar a los presos de Ginebra mediante garrucha y ejecutarlos sin vacilar» si las tropas bernesas aparecían. Presa del pánico ante la idea de caer en manos de los berneses, confederados famosos por su falta de piedad con los prisioneros, la guarnición saboyana dejó con vida a los presos y escapó durante la noche. Los ginebrinos forzaron entonces las puertas del castillo para liberar a los prisioneros, incluido Bonivard.

«Le lac Léman baigne les murs du château de Chillon. Du haut des créneaux blancs comme la neige, la sonde s'enfonce à mille pieds dans la profondeur des ondes qui enveloppent le donjon de toutes parts. Ainsi la double barrière de la pierre et des flots faisait de notre cachot une tombe vivante. L'obscur caveau où nous gisions est construit plus bas que le niveau du lac. Nous entendions jour et nuit les flots battre la muraille au-dessus de nos têtes. [...]

Il y a sept piliers de forme gothique, dans les donjons profonds et anciens de Chillon; il y a sept colonnes, massives et grises, à peine éclairées par un rayon emprisonné, un rayon de soleil qui a perdu son chemin. [...]
J'aurais accueilli en souriant la mort qui m'eût délivré.» [...]
[Después de su liberación por les berneses]

«Je les vis, et elles étaient restés les mêmes, elles n'avaient pas changé, comme moi, d'apparence; je vis leurs neiges vieilles de milliers d'années, surplombant le vaste lac s'étendant au loin et le bleu Rhône dans son cours le plus large.»
«El lago Lemán baña las murallas del castillo de Chillon. Desde lo alto de las almenas blancas como la nieve, la sonda se hunde mil pies en la profundidad de las olas que envuelven el calabozo por todos lados. De este modo, la doble barrera de la piedra y el agua convertía nuestra celda en una tumba en vida. La oscura cueva donde yacíamos está construida bajo el nivel del lago. Día y noche oíamos el batir de las olas por encima de nuestras cabezas. [...]

Hay siete pilares de forma gótica en las mazmorras profundas y antiguas Chillon; hay siete columnas, macizas y grises, apenas iluminadas por un rayo apresado, un rayo de sol que ha perdido su camino. [...]
Habría acogido con una sonrisa la muerte si me la hubiesen proporcionado.» [...]
[Después de su liberación por los berneses]:
«Los vi, y seguían igual, no habían cambiado de aspecto como yo; vi su vieja nivosidad de miles de años, cayendo a plomo sobre el vasto lago que se extiende a lo lejos y el Ródano azul en su curso más ancho.»
Lord Byron, extractos de su poema El prisionero de Chillon (1816).

### Ciudadano de Ginebra
Bonivard regresó a Ginebra, pero su priorato de Saint-Victor había sido destruido. Ginebra le concedió una pensión anual de doscientos escudos y lo ascendió al rango de «ciudadano» con un escaño en el consejo de la ciudad hasta 1537. Se casó cuatro veces, pero estuvo siempre en una situación precaria. Endeudado a pesar de la asistencia prestada por la ciudad, Bonivard no abandonó, sin embargo, su trabajo de historiador. En 1542 se lanzó a un proyecto sobre la historia de Ginebra. Bajo la presión de la censura, el manuscrito de las Crónicas de Ginebra fue enviado en 1551 a Juan Calvino para que le hiciera correcciones. No obstante, el libro no fue publicado hasta 1831. Bonivard le había dado forma según su punto de vista como antisaboyano a través de una reflexión carente de neutralidad. Entre otras cosas, en él denunciaba la acción de los reformadores.
En 1551 legó su biblioteca al público y a su muerte sus bienes revirtieron a la ciudad de Ginebra. De todos modos, la fecha de su muerte sigue estando poco clara a causa de una laguna en los registros de la ciudad. Habría muerto en 1570 o 1571.
Escribió la Crónica de Ginebra hasta 1530, impreso de 1825 a 1831, y algunos escritos polémicos bastante mordaces, en los que ataca tanto a la Iglesia romana como a los reformadores.